# Krajowy Związek Lokatorów i Spółdzielców
Krajowy Związek Lokatorów i Spółdzielców (KZLiS) – polska organizacja społeczno-polityczna zarejestrowana jako stowarzyszenie o ogólnokrajowym zasięgu działania, która powstała na bazie niezadowolenia zaistniałego w spółdzielczości mieszkaniowej po wejściu w życie ustawy z dnia 30 listopada 1995 r. o pomocy państwa w spłacie niektórych kredytów mieszkaniowych.
Rejestracja stowarzyszenia KZLiS jako organizacji ogólnopolskiej miała miejsce 17 lutego 1997 w Sądzie Wojewódzkim w Koninie.
Działania stowarzyszenia zmierzają do wyzwolenia w spółdzielcach wiary w potrzebę dokonywania zmian w przepisach, które mają służyć spółdzielcom, a nie działać na ich niekorzyść.
Należy zauważyć, że Związek liczy ponad 50 oddziałów w całym kraju, w których zrzesza kilkanaście tysięcy członków oraz licznych sympatyków.
Cała działalność odbywa się bez żadnych dotacji. Podstawą bytu są składki i środki własne członków.
Prezesem Honorowym Związku jest Andrzej Krzyżański.